# 神戸市立岩岡小学校
神戸市立岩岡小学校（こうべしりつ いわおかしょうがっこう）は、兵庫県神戸市西区岩岡町古郷にある公立小学校。

## 沿革

### 略歴
1873年（明治6年）5月、龍ヶ岡小学校として創立された。その後、何度か校名が改称されるが、1947年（昭和22年）3月、岩岡村の神戸市編入に伴い、神戸市立岩岡小学校に改称した。1974年（昭和49年）、創立100周年を迎えた。

### 年表
- 1873年（明治6年）5月8日 - 龍ヶ岡小学校として創立[1]。
- 1882年（明治15年） - 初等科設置したことに伴い、濱西小学校龍ヶ岡分校と改称[1]。
- 1887年（明治20年） - 大久保小学校南古分校と合併、修誠簡易小学校を設立[1]。
- 1891年（明治24年） - 尋常科を設置したことに伴い、修誠尋常小学校に改称[1]。
- 1892年（明治25年） - 岩岡尋常小学校に改称[1]。
- 1907年（明治40年） - 高等科を設置したことに伴い、岩岡尋常高等小学校に改称[1]。同時期に本校の分教場として野中分教場（旧：野中尋常小学校）が設置される[2]。
- 1908年（明治41年） - 義務教育が6年になり、野中分教場と合併[2]。
- 1941年（昭和16年）4月1日 - 岩岡村立岩岡国民学校に改称[1]。
- 1947年（昭和22年）3月1日 - 神戸市編入に伴い、神戸市立岩岡小学校に改称[1]。
- 1951年（昭和26年） - 木造校舎改築（第1期 - 第4期）
- 1967年（昭和42年） - プール竣工
- 1970年（昭和45年） - 校舎改修工事
- 1976年（昭和51年） - 校舎全面改築第1期工事
- 1979年（昭和54年） - 校舎全面改築第2期工事（普通教室3、体育館）
- 1982年（昭和57年） - 校舎全面改築第3期工事
- 1989年（平成元年） - 北校舎増築（普通教室6・学習ホール）
- 1994年（平成6年）1月17日 - 兵庫県南部地震発生(5時56分）避難所開設、1月23日学校再開
- 2009年（平成21年） - 北校舎エレベーター設置
- 2010年（平成22年） - 体育館耐震補強工事
- 2015年（平成27年） - 校舎外壁大規模補修

## 校章

校章

- 1947年に制定され[1]、「岩」と「岡」を図案化している[3]。

## 学校行事
| - 4月 着任式、始業式、入学式 - 5月 - 6月 5年自然学校 | - 7月 終業式 - 8月 - 9月 始業式 | - 10月 6年修学旅行、運動会 - 11月 音楽会 - 12月 終業式 | - 1月 始業式 - 2月 授業参観 - 3月 卒業式、終了式 |

## 校区
神戸市西区に属する。旧岩岡村に相当。
- 岩岡町（岩岡・印路・西脇・古郷・野中）、大沢1 - 2丁目、上新地1 - 3丁目、福吉台1 - 2丁目、竜が岡1 - 5丁目

## 校区内の主な施設
- 神戸市立岩岡中学校（進学先中学校）
- 岩岡神社
- 神戸市西区役所 岩岡連絡所

## 交通
- 神姫バス 12系統「岩岡中学校前」より

## 通学区域が隣接している学校
- 神戸市立神出小学校
- 神戸市立平野小学校
- 明石市立大久保小学校
- 明石市立高丘西小学校
- 明石市立山手小学校
- 明石市立魚住小学校
- 明石市立清水小学校
- 稲美町立天満東小学校
- 稲美町立母里小学校